# Ellis Rastelli
Ellis Rastelli (né le 18 janvier 1975 à Cortemaggiore, dans la province de Plaisance en Émilie-Romagne) est un coureur cycliste italien. 

## Biographie
Il met fin à sa carrière en 2004.

## Palmarès

### Palmarès amateur
- 1996
  - Trofeo Papà Cervi
  - Coppa Immobiliare Gold A
  - Milano-Reggio Emilia
  - 2e du Tour de Vénétie et des Dolomites
- 1997
  - Gran Premio Industria Commercio e Artigianato di Botticino
  - Freccia dei Vini
  - Giro del Montalbano
  - Coppa d'Inverno
  - 2e du Gran Premio Colli Rovescalesi

### Palmarès professionnel
- 1998
  - 5e étape du Regio Tour
- 1999
  - 2e étape de la Bicyclette basque
- 2001
  - 1re étape du Tour d'Italie
  - 3e du Tour du Frioul

## Résultats sur les grands tours

### Tour d'Italie
4 participations
- 1998 : hors délai (17e étape)
- 2001 : 85e, vainqueur de la 1re étape
- 2002 : 123e
- 2004 : 73e

### Tour d'Espagne
2 participations
- 2000 : abandon (16e étape)
- 2004 : abandon (19e étape)